# Bouzguen
Bouzguen (in caratteri arabi: بوزقن) è una città dell'Algeria, capoluogo dell'omonimo distretto, nella provincia di Tizi Ouzou.